# Preußengrab bei Ichtershausen

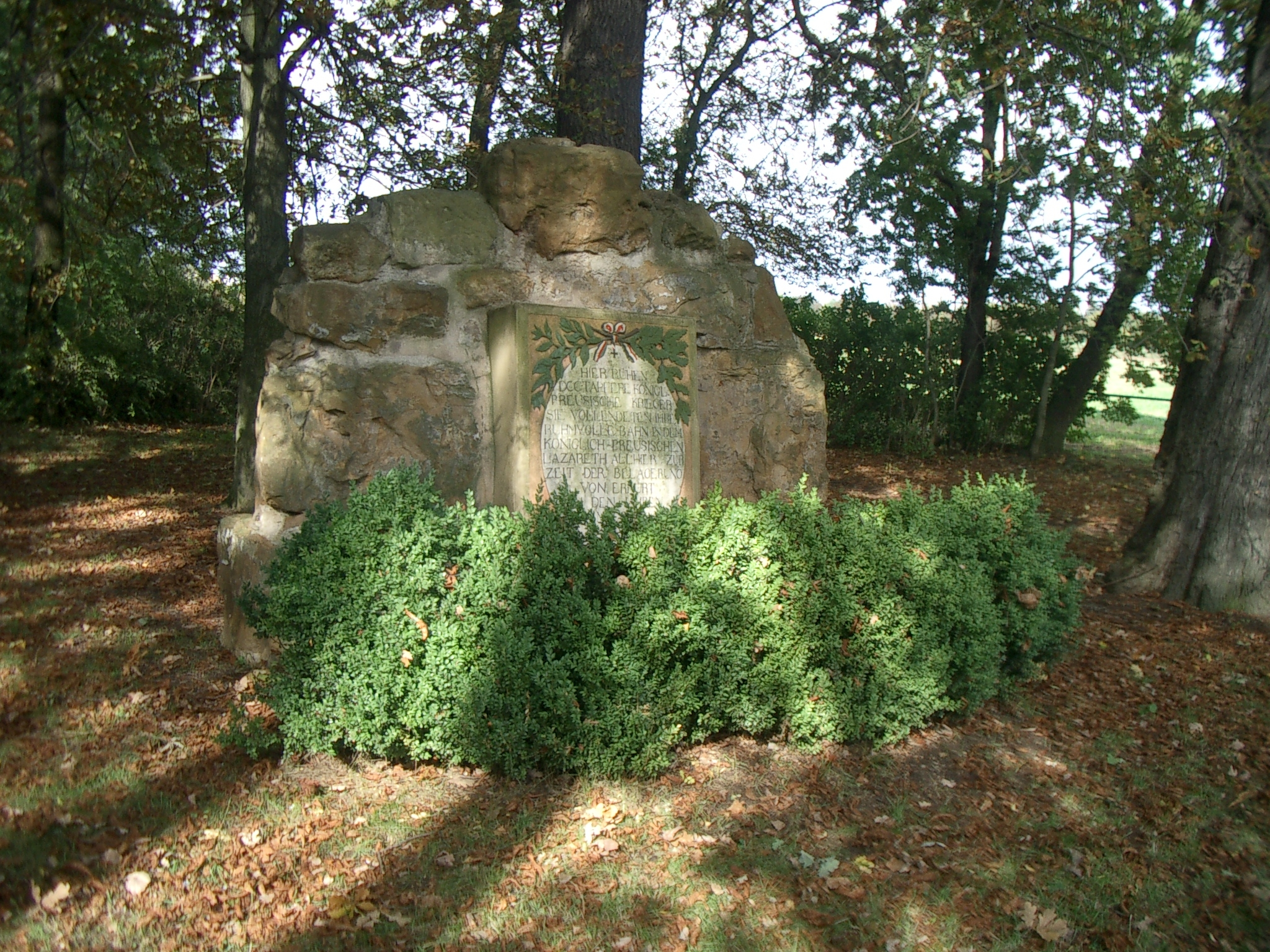
Denkmal über dem Preußengrab (2006)

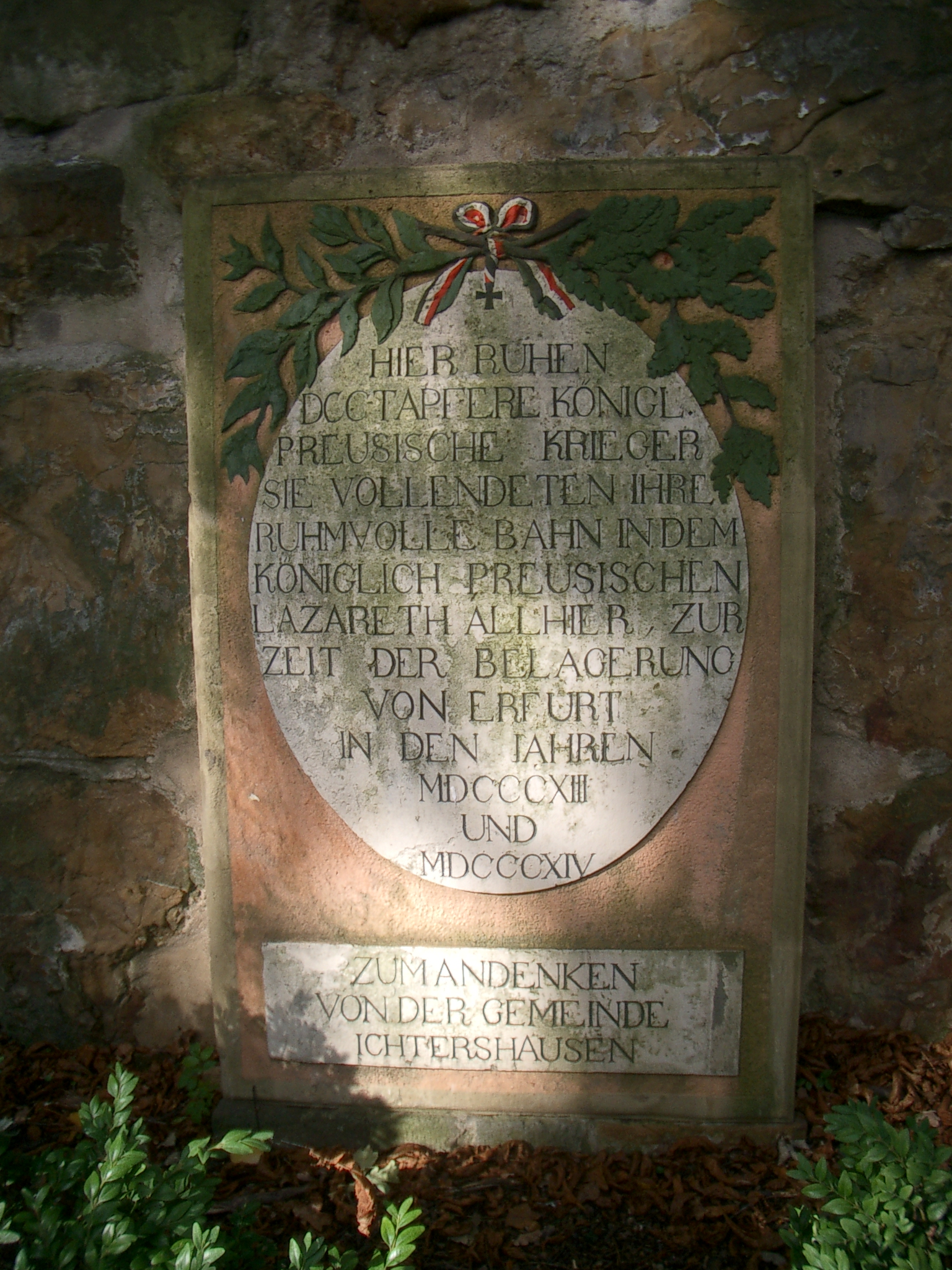
Inschrifttafel auf dem Denkmal (2006)

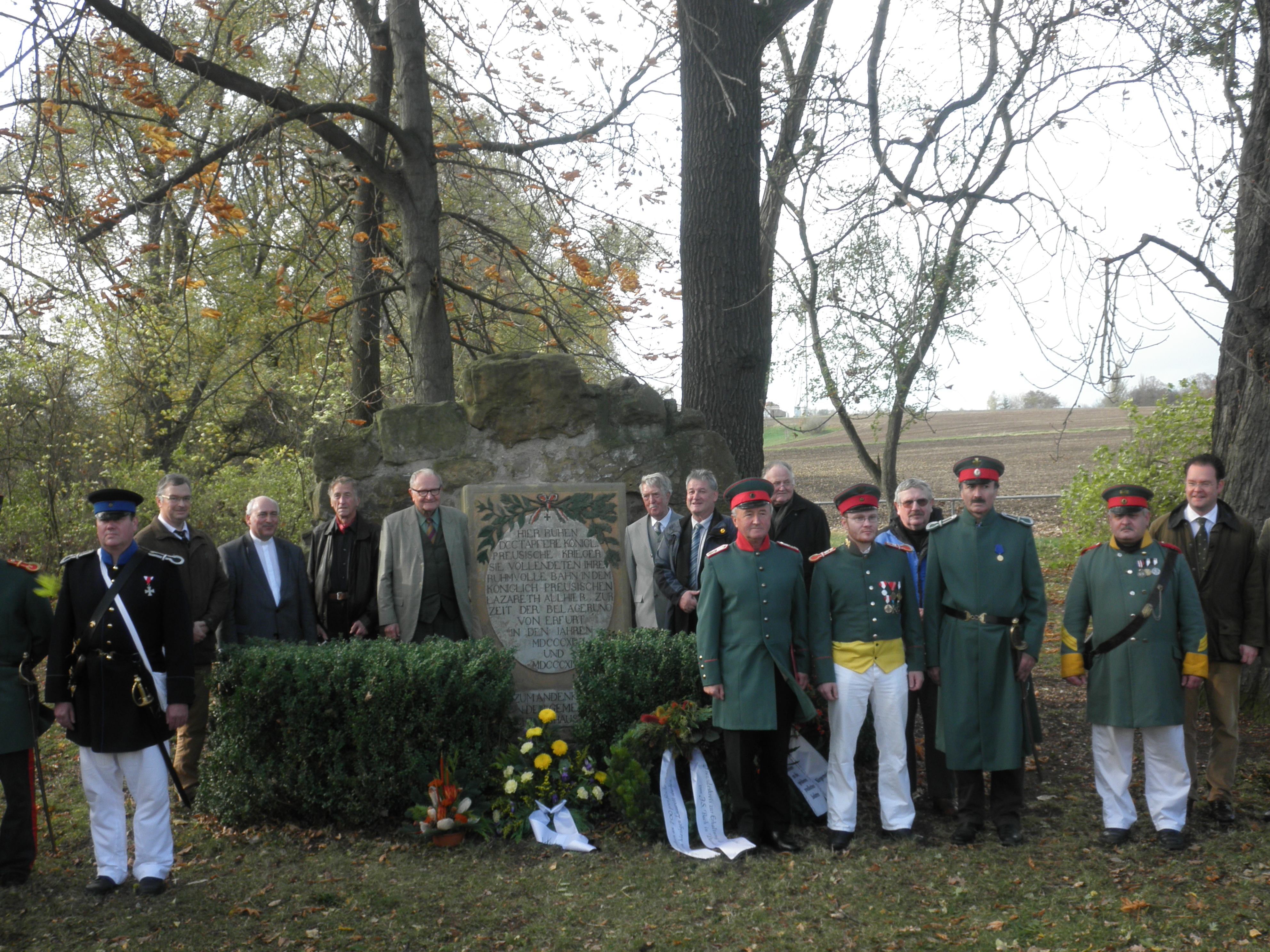
Gedenkfeier am Denkmal, 27. Oktober 2013

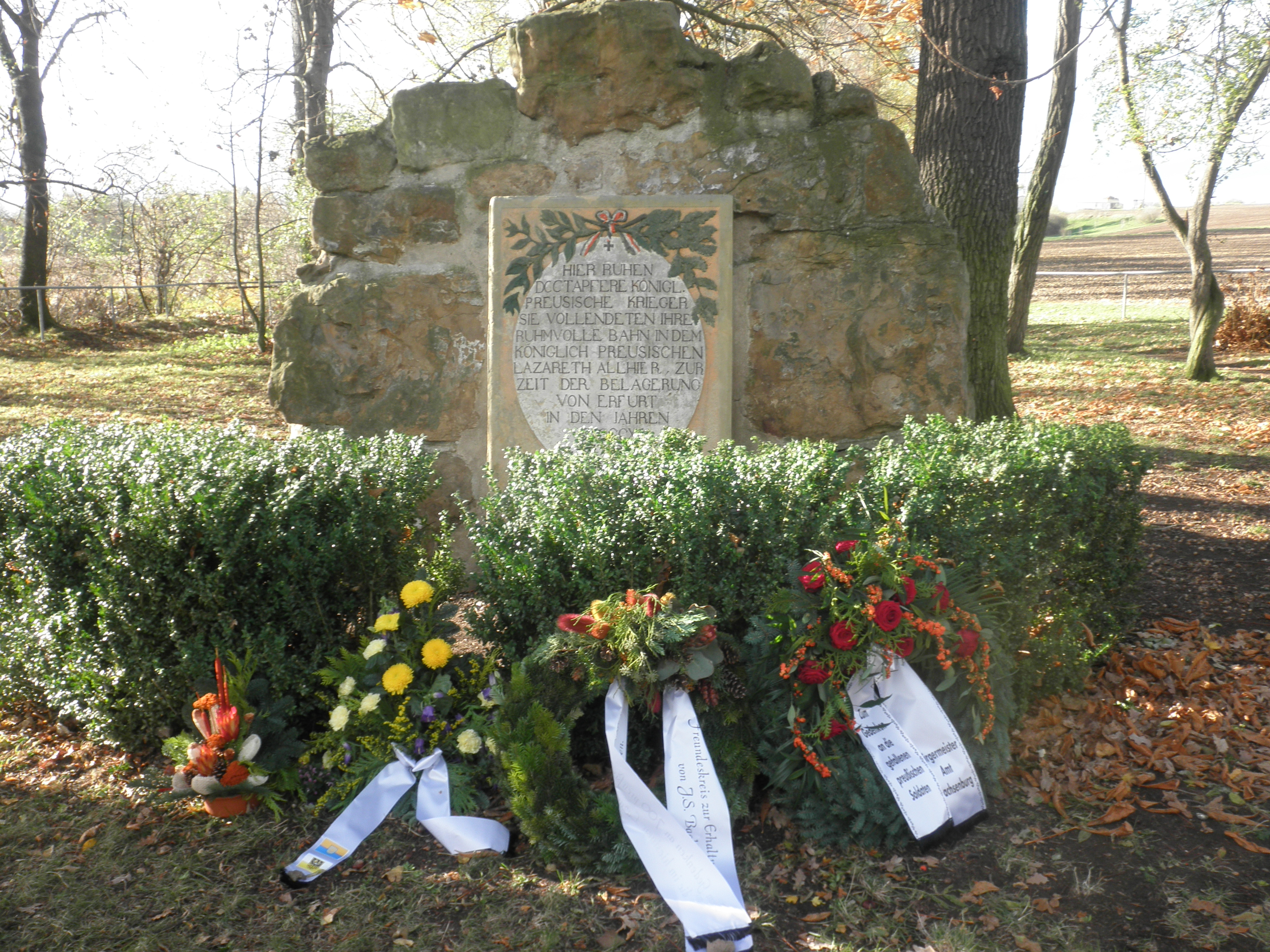
Denkmal, 27. Oktober 2013

Das Preußengrab bei Ichtershausen ist eine Kriegsgräberstätte am Ostrand des Ortes Ichtershausen (bei Arnstadt/Thüringen) mit einem Gemeinschaftsgrab von 700 preußischen Soldaten, die während der Befreiungskriege 1813/14 in einem Reservelazarett in Ichtershausen verstorben sind.

## Geschichtlicher Hintergrund
Nach der Niederlage von Preußen und Sachsen in der Schlacht von Jena und Auerstedt 1806 zwang Napoleon  auch die thüringischen Staaten in den Rheinbund. Die seit 1802 preußisch gewesene Stadt Erfurt, die Stadtfestung, die Zitadelle und das Umland wurden zum Fürstentum Erfurt unter Napoleon als Landesherrn. Preußen wurde mit dem diktierten Frieden von Tilsit 1807 zu einer Macht zweiten Ranges degradiert. Nach dem gescheiterten Feldzug Napoleons gegen Russland 1812 fluteten die elenden Reste seiner „Großen Armee“ nach Mitteleuropa zurück. In der Völkerschlacht von Leipzig im Oktober 1813 wurde eine neu aufgestellte napoleonische Armee durch Preußen, Österreicher und Russen geschlagen. Wieder flüchteten Franzosen und ihre Hilfstruppen gen Westen, auch durch Thüringen. Die französische Festung Erfurt war schon seit Anfang 1813 baulich und von der Besatzung her beträchtlich verstärkt worden. Sie wurde ab 26. Oktober 1813 in der Belagerung von Erfurt durch Preußen, Österreicher und Russen (35.000 Mann) weiträumig eingeschlossen. Zunächst gab es kaum Kampfhandlungen, bis die Franzosen bei Ausfällen Ende Oktober das Dorf Daberstedt und am 5. November Ilversgehofen niederbrannten. Darauf antworteten die Belagerungstruppen am 6. November mit einem Artillerie-Bombardement auf die Zitadelle Petersberg. Danach kam es zu einem Waffenstillstand und Anfang Januar zur Übergabe der Stadt Erfurt an die Preußen, die Zitadellen Petersberg und Cyriaksburg mit Umgebung blieben jedoch bis Mai 1814 französisch besetzt.

## Das Königlich Preußische Reservelazarett Ichtershausen
In den weiträumigen Belagerungsring von Preußen, Österreichern und Russen einbezogen war auch der zum Herzogtum Sachsen-Gotha-Altenburg gehörende, südlich von Erfurt gelegene Ort Ichtershausen. Die belagernden Truppen biwakierten zum großen Teil unter freiem Himmel oder waren in den Dörfern zusammengedrängt, die Hygiene-Bedingungen waren schlecht. Seuchen breiteten sich aus unter Belagerern und Belagerten.
Am 4. November 1813 wurde im Schloss Marienburg in Ichtershausen, später auch in herrschaftlichen Nachbargebäuden, ein Königlich Preußisches Reserve-Lazarett eingerichtet. In ihm wurden bis Ende Februar 1814 insgesamt 1400 – meist aus Schlesien stammende – preußische Soldaten behandelt, die an heimtückischen ansteckenden Infektionskrankheiten litten. 700 von ihnen erlagen den Erkrankungen, bei denen es sich wahrscheinlich um Fleckfieber („Nervenfieber“) und Ruhr gehandelt hat. Anfang November war das Lazarett mit 600 Mann überbelegt. Genesende mussten in Privatquartieren aufgenommen werden. Die Seuchen sprangen auf die Gemeinde über, die dadurch mit 152 Toten ein Viertel ihrer Einwohnerschaft verlor. Die toten Soldaten wurden in Gemeinschaftsgräbern im Pfingstgehege, jenseits der Gera beigesetzt.
Am 1. März 1814 konnte das Lazarett aufgelöst werden, über Jahrzehnte hat die Bevölkerung die Räume des Schlosses aus Furcht vor den Krankheitserregern gemieden. Es wurde 1877 Kern eines Landesgefängnisses.

## Errichtung und Geschichte des Denkmals über dem Preußengrab
Bereits kurz nach dem Ende der Befreiungskriege bepflanzte man die Grabstätte der 700 Soldaten mit Pappeln, um der Nachwelt diese Stätte in Erinnerung zu halten. Fast gleichzeitig entstand der Gedanke, ein würdiges Denkmal zu schaffen. Grundlage dafür waren Spenden und die tätige Mitarbeit der Dorfbevölkerung. So ließ die Gemeinde Ichtershausen bis Oktober 1819 ein Kriegerdenkmal aus Seeberger Sandstein mit einer Inschrifttafel des Bildhauers Ramming aus Neudietendorf über dem Gemeinschaftsgrab errichten. Den Entwurf des Denkmals lieferte Johann Georg Wendel, Professor an der Königlichen Kunst- und Bauschule Erfurt. Die von Eichenlaub und Lorbeerzweigen umrahmte Inschrift auf der Gedenktafel hat der damalige Oberamtshauptmann Spiller von Mitterberg entworfen. König Friedrich Wilhelm III. von Preußen verlieh der Gemeinde und ihrem Amtsschultheiß Fabian Möller kurz darauf Goldmedaillen als Anerkennung für die Pflege der Kranken und die Errichtung des Denkmals.
1849 wurde das Denkmal – finanziert durch Spenden – restauriert und mit einem Holzkreuz versehen. 1863, zur 50-Jahr-Feier der Völkerschlacht von Leipzig, pflanzte man drei Eichen neben dem Denkmal. 1895 stiftete Ing. Max Knippenberg, Besitzer der Nadelfabrik Ichtershausen, ein großes Eisernes Kreuz, das auf den Steinquadern des Denkmals auf einer Kanonenkugel vom Monarchenhügel bei Leipzig ruhte.
1896 ehrte Kaiser Wilhelm II. den Landwehrverein Ichtershausen für seine Bemühungen um das Preußengrab mit Verleihung einer Fahne. Dieses Ereignis wurde mit einer patriotischen Kundgebung auf dem „Preußischen Gottesacker“ gefeiert.
1913, zur 100-Jahr-Feier der Völkerschlacht von Leipzig, fand an dem erneuerten Denkmal eine große Feier unter Teilnahme vieler Vereine aus ganz Thüringen statt. Im gleichen Jahr fand man das „Tagebuch von Ichtershausen“ von 1813, das auch ein Kapitel Das Lazarett mit einem „lebendigen, zum Teil furchtbaren Bild“ der Zeit enthielt.
Zur Zeit der SBZ und DDR verschwanden Eisernes Kreuz und Kanonenkugel, das Denkmal geriet weitgehend in Vergessenheit. Einige engagierte Bürger (besonders Fritz Thal und Dieter Schröpfer) verhinderten aus eigenem Antrieb und mit eigenen Mitteln, dass es völlig verfiel und brachten sogar eine illegal gefertigte metallene Gedenktafel an. Diese wurde ebenso entwendet, wie ein neues Eisernes Kreuz, das aus privater Initiative nach der Wende geschmiedet worden war.
Am 1. Juni 2002 konnte das durch den Steinmetz Oliver Wenzel erneuerte Ehrenmal (ohne Kreuz und Kugel) feierlich der Gemeinde übergeben werden.

## Das Preußengrab heute
Das Denkmal liegt in einem kleinen Hain mit noch zwei stattlichen Eichen, mit Kastanien und Eschen, nordöstlich von Ichtershausen jenseits des Flusses Gera. Über die neue Gera-Brücke auf der Rückseite der JVA oder von der anderen Seite vom Friedhof her ist das Denkmal zu erreichen. Der Gera-Radweg führte von 2008 bis 2010 an der Anlage vorbei, die mangels Kennzeichnung trotzdem leicht übersehen wurde.
An groben Sandsteinquadern ist eine Tafel mit folgender Inschrift von 1819 befestigt:
„HIER RUHEN DCC TAPFERE KÖNIGL. PREUSISCHE KRIEGER. SIE VOLLENDETEN IHRE RUHMVOLLE BAHN IN DEM KÖNIGLICH-PREUSISCHEN LAZARETH ALLHIER, ZUR ZEIT DER BELAGERUNG VON ERFURT IN DEN JAHREN MDCCCXIII UND MDCCCXIV. ZUM ANDENKEN VON DER GEMEINDE ICHTERSHAUSEN.“
Bisher gibt es weder ein Hinweisschild, noch eine Schautafel oder eine Wege-Bezeichnung zum Preußengrab. Am Rande einer Gedenkfeier vor Ort am 27. Oktober 2013 sicherte der jetzige Bürgermeister, Uwe Möller (ein Nachfahr des Denkmal-Initiators Fabian Möller), Abhilfe zu.